# كول أوف ديوتي: بلاك أوبس 2
كول أوف ديوتي: بلاك أوبس 2 (بالإنجليزية: Call of Duty: Black Ops II) هي لعبة فيديو حرب واطلاق نار من منظور الشخص الأول، وتعتبر من افضل واعظم الاجزاء التي صنعتها كول اوف ديوتي لعبة لن تتقارن ببلاك اوبس 6 الحالية. طورت بواسطة تريارك ونشرت بواسطة أكتيفجن (سكوير إنكس في اليابان)، صدرت يوم 13 نوفمبر 2012 على بلاي ستيشن 3 وإكس بوكس 360 ومايكروسوفت ويندوز، أما جهاز وي يو ففي 18 نوفمبر 2012 لأمريكا الشمالية و30 نوفمبر، 2012 لأوروبا وأستراليا و20 ديسمبر 2012 لليابان. بلاك أوبس II هي الأصدار التاسع في سلسلة كول أوف ديوتي وتابع للعبة كول أوف ديوتي: بلاك أوبس التي صدرت في 2010.
بلاك أوبس 2 هي اللعبة الأولى في سلسلة كول أوف ديوتي التي تتضمن تقنية حرب في المستقبل وهي ليست الأولى التي تقدم قصة تتغير بنائاً على الخيارات التي يتخذها اللاعب في اللعبة فقد سبقتها لعبة spec ops the line. كما تقدم خيار عرض ثلاثي الأبعاد. في غضون 24 من البيع، جمعت بلاك أوبس2 500 مليون دولار. متوفقة بذلك على كول أوف ديوتي: مودرن وورفير 3 التي صدرت في 2011 لتصبح أضخم أنطلاق لمنتج ترفيه على الأطلاق.

## الشخصيات والأحداث
يتضمن الطور الفردي قصتين مترابطتين، الأولى تقع أحداثها في سبعينيات القرن الماضي مروراً بالثمانينات والأخرى في عام 2025. أليكس ميسون بطل بلاك أوبس يعود كبطل القسم الأول (قسم الحرب الباردة)، الذي يحاول القضاء على راؤول مينينديز أرهابي من نيكاراغوا وقائد «يوم القلب» (بالإنجليزية: Cordis Die) وهي حركة شعبية تزعم أنها صوت ضحايا عدم المساواة الاقتصادية.
قسم عام 2025 من اللعبة تتضمن أبن أليكس ميسون «ديفيد» كبطل خلال حرب باردة جديدة بين الصين والولايات المتحدة. في هذه الحقبة تحسم الحرب بواسطة الروبوتات وحرب الإنترنت والمركبات الغير مأهولة وتكنولوجيا مستقبلية أخرى.

## الزومبي
عاد طور الزومبي للسلسلة كود بعد اختفاء الطور في كود 8.ويمكن للاعب في طور الزومبي ان يلعب مع 8 اشخاص اخرين والخرائط كبيرة عكس كود 7.محرك طور الزومبي في كود 9 يختلف كليا عن محرك طور اون لاين العادي في كود 9.

### خرائط الزومبي
يوجد العديد من خرائط الزومبي المجانية والغير مجانية:
- خريطة قرين ران(بالإنجليزية: Green Run) هو ماب مجاني وأول ماب في كود 9 يمكنك التنقل في الخريطة بواسطة باص.
- خريطة نوكيتاون زومبي(بالإنجليزية: Nuketown Zombies) هو ثاني ماب وهو مقتبس من ماب نوكيتاون العادي.غير مجاني
- خريطة داي رايس(بالإنجليزية: Die Rise) هو ثالث ماب الماب.غير مجاني
- خريطة موب اوف ذي ديد(بالإنجليزية: Mob of the Dead) هو أكبر ماب زومبي في سلسلة كود يتحدث الماب عن اربع اشخاص يهربون من سجن.غير مجاني
- خريطة بريد(بالإنجليزية: buried) هو رابع ماب من من مابات تدور قصة عن شخصيات في قرين ران حيث ان حل لغز يخولك بين اثنين لتعطيهم قدره على تحكم وعليك اختيار بين ركتوفن أو د.ماكسس.غير مجاني
- خريطة اورجنز(بالإنجليزية: origins) هو اخر ماب من بلاك اوبس 2 وهو يتحدث عن أول لقاء بين الشخصيات الرئيسية في القصة (ريكتوفن، ديمسي، تاكيو، نيكولاي)غير مجاني

## التقييمات
حصلت اللعبة عموماً على مراجعات إيجابية من النقاد. أنثوني غاليغوس أحد المحررين لموقع آي جي إن أعطى اللعبة 9.3/10 واصفاً إيها «على أنها مثال جيد لكيفية تطوير سلسلة سنوية.»  كما مدح سرد القصة بطريقة شعر أنها مثيرة للأهتمام حقاً وأبتكار مجرم تعاطف معه إلى درجة أنه بدأ في التشكيك بأفعاله خلال أحداث القصة.